# Гута (гміна Вонвольниця)
Гута (пол. Huta) — село в Польщі, у гміні Вонвольниця Пулавського повіту Люблінського воєводства.
Населення — 121 особа (2011).
У 1975-1998 роках село належало до Люблінського воєводства.

## Демографія
Демографічна структура станом на 31 березня 2011 року:
|          | Загалом | Допрацездатний вік | Працездатний вік | Постпрацездатний вік |
| -------- | ------- | ------------------ | ---------------- | -------------------- |
| Чоловіки | 63      | 18                 | 37               | 8                    |
| Жінки    | 58      | 11                 | 27               | 20                   |
| Разом    | 121     | 29                 | 64               | 28                   |